# Tipula (Vestiplex) gedehana
Tipula (Vestiplex) gedehana is een tweevleugelige uit de familie langpootmuggen (Tipulidae). De soort komt voor in het Oriëntaals gebied.